# Comté d'Hindmarsh
Le comté d'Hindmarsh est une zone d'administration locale dans l'ouest de l'État du Victoria, en Australie.
Il résulte de la fusion en 1995 des comtés de Lowan et de Dimboola.
Le comté comprend les villes de Dimboola, Nhill et Jeparit.